# Нахимовський Федір Іванович
Федір Іванович Нахимовський (1689–1758) — український політичний діяч, дипломат (1715—1755). Соратник Пилипа та Григорія Орликів.

## Біографія
Федір Нахимовський розпочав свою політичну кар'єру при гетьмані Івані Мазепі. Він походив з Лубенського полку де служив до 1708 року. Довірена особа гетьмана Івана Мазепи. З дипломатичними дорученнями відвідував Османську імперію та Кримське ханство. Після Полтавської битви 1709 року до 1715 на еміграції в Молдавському князівстві. З 1710 — генеральний бунчужний в еміграційному уряді Пилипа Орлика. У 1715—1719 рр. — перебував у Шведській імперії. З 1719 року у Речі Посполитій. У 1719 році з дипломатичною місією від шведського короля Фредеріка I та Пилипа Орлика відвідав Кримське ханство та Олешківську Січ. Кілька років перебував в ув'язненні у Речі Посполитій. У 1730-х рр. — генеральний писар в уряді Пилипа Орлика, з дипломатичною місією відвідував османську столицю Стамбул. У 1740-х—50-х рр. виконував дипломатичні доручення Григорія Орлика. У 1754 разом з Федором Мировичем відвідував Кримське ханство з таємною місією від короля Речі Посполитої — для організації військової коаліції.